# GP Général Patton
De GP Général Patton is een rittenkoers voor junioren die plaatsvindt in Luxemburg in de maand juli. De koers werd voor het eerst georganiseerd in 1947. De Luxemburger Johny Goedert won die eerste editie. De eerste niet-Luxemburger op de erelijst was de Belg Emile Daems in 1958.